# الجمعية الطبية الإسلامية البريطانية
الجمعية الطبية الإسلامية البريطانية (بالإنجليزية: British Islamic Medical Association، وتعرف اختصارًا: BIMA) هي منظمة بريطانية تهدف إلى خدمة المتخصصين المسلمين في الرعاية الصحية في المملكة المتحدة. تأسست الجمعية الطبية في عام 2013، وهي إحدى المؤسسات التابعة للمجلس الإسلامي البريطاني واتحاد الجمعيات الطبية الإسلامية.

## الحملات

### تعزيز الصحة الوطنية
تعقد الجمعية الطبية الإسلامية مؤتمرات وورش عمل منتظمة، كما وأنشأت مجموعة أدوات لمعالجة مختلف القضايا التي يتم التعامل معها من قبل المتخصصين الطبيين المسلمين. أحد هذه المشاريع كان «المنقذ للحياة»، الذي تم إطلاقه بالتعاون مع مؤسسة القلب البريطانية. تم تنفيذ المشروع بالتعاون مع مساجد في المملكة المتحدة، ويهدف إلى تدريب أفراد المجتمع العام والمسلمين على دعم الحياة الأساسية الإنعاش القلبي الرئوي.
في مشروع مماثل تعاونت الجمعية الطبية أيضًا مع مركز أبحاث السرطان في المملكة المتحدة في مشروع يهدف إلى تثقيف أفراد المجتمع العام والمجتمعات الإسلامية حول سرطان الأمعاء وزيادة الوعي حول توافر وأهمية خدمات فحص سرطان الأمعاء.

### التعاون المشترك
انضمت الجمعية جنبًا إلى جنب مع الجمعيات الطبية الأخرى والمهنيين الطبيين، إلى الجمعية الطبية البريطانية في معارضة التعليقات التي تم الإدلاء بها في مؤتمر حزب المحافظين لعام 2016 والذي تمت الإشارة فيه إلى المهنيين الطبيين العاملين في هيئة الخدمات الصحية الوطنية من الخارج هم عبارة عن «القوى العاملة المؤقتة».